# Карлини, Лорен
Лорен Николь Карлини (англ. Lauren Nicole Carlini; род. 28 февраля 1995 года) — американская волейболистка, связующая.

## Биография
Лорен родилась 28 февраля 1995 года в Иллинойсе. Занимается волейболом с 2000 года. Начала волейбольную карьеру в команде колледжа Вест Аврора, затем выступала за Висконсинский университет в Мадисоне. В 2016 году дебютировала за сборную США на Панамериканском Кубке.
Два сезона играла в Италии — в командах «Савино дель Бене Скандиччи» (2017—2018) и «Игор Горгондзола» (2018—2019).
В 2019 году перешла в московское «Динамо». После приостановки сезона в связи с распространением коронавирусной инфекции COVID-19 вернулась домой, 31 марта стало известно, что Карлини окончательно покинула команду. В апреле объявила, что следующий сезон проведёт в турецком клубе «Тюрк Хава Йоллары».

## Достижения

### Индивидуальные
- Приз Джеймса Салливана (2016)[5]
- MVP и лучшая связующая Панамериканского Кубка (2018)
- Трижды включалась в 1-ю всеамериканскую сборную NCAA (2014—2016) и один раз во 2-ю (2013)

### Со сборной
- серебряный призёр Олимпийских игр 2024.
- Победительница Лиги наций (2019)
- Серебряный призёр чемпионата NORSECA (2019)
- Двукратная чемпионка Панамериканского Кубка (2017, 2018)
  - Бронзовый призёр Панамериканского Кубка 2016
- Бронзовый призёр Всемирного Кубка чемпионов 2017

### С клубами
- Победительница Лига чемпионов ЕКВ 2018/2019
- Серебряный призёр чемпионата Италии (2019)